# Chez Geek
Chez Geek ist ein Kartenspiel, das humoristisch das Leben in einer Wohngemeinschaft (WG) behandelt. Dabei versuchen die Spieler, durch Ausspielen möglichst vieler positiver Karten Punkte zu sammeln, die das Erreichen eines besonders entspannten Lebens darstellen. Das englischsprachige Original stammt von Steve Jackson Games und wurde erstmals 1999 veröffentlicht, eine deutsche Ausgabe wird seit 2004 von Pegasus Spiele verlegt. Auch in einigen anderen Sprachräumen erschienen Übersetzungen. Außerdem wurden einige Erweiterungen und allein spielbare Varianten veröffentlicht, die das Spielprinzip bis auf kleine Änderungen beibehalten, aber in ein jeweils anderes Umfeld verlegen.
2000 gewann Chez Geek den Origins Award in der Kategorie „Best Traditional Card Game“ (bestes traditionelles Kartenspiel), 2003 gab es den Origins Award für „Best Graphic Representation of a Card Game Product“ (beste Kartenspiel-Grafik) für die Erweiterung „Chez Greek“.
Die Hauptentwickler von Chez Geek waren Jon Darbro und Alain H. Dawson, auch Steve Jackson und Russell Godwin waren an der Entwicklung beteiligt. An den Erweiterungen haben noch einige andere Spieleautoren mitgearbeitet. Die Karten des Hauptspiels und der meisten Erweiterungen wurden von John Kovalic gezeichnet.

## Spielprinzip
Bei Chez Geek übernimmt jeder Spieler die Rolle eines Mitbewohners in einer WG. Die Charaktere sind dabei Geeks, die zwar einem durch Karten festgelegten Beruf nachgehen, denen es aber hauptsächlich darum geht, ein geruhsames und spaßiges Leben zu führen. Dies schlägt sich im Spielziel nieder, dem Sammeln möglichst vieler sogenannter Slack-Punkte, die als Siegpunkte fungieren.
Die Spieler sind reihum am Zug. Wer am Zug ist, zieht Karten von einem verdeckten Stapel. Bei diesen Karten kann es sich um „Personen“, „Dinge“ und „Aktivitäten“ handeln. Spielt der Spieler diese aus, bringen viele von ihnen ihm Slack-Punkte ein. Andere erlauben besondere Aktionen oder haben andere Nebeneffekte. Der Beruf, den der Charakter gerade ausübt, bestimmt dabei, wie viele Dinge und Aktivitäten ein Spieler pro Runde ausspielen kann. Die meisten Karten bleiben für den Rest des Spiels, wenn sie nicht durch eine andere Aktion entfernt werden, vor dem Spieler liegen. Dazu gibt es sogenannte „Jederzeit-Karten“, mit denen besondere Aktionen durchgeführt werden können und auch den Gegenspielern geschadet werden kann. Karten mit negativen Auswirkungen können auch auf gegnerische Charaktere gespielt werden, um diesen zu schaden. Es gewinnt der Spieler, der als Erster eine bestimmte Summe an Slack-Punkten erreicht.
Für einige Ereignisse im Spielverlauf wird ein sechsseitiger Spielwürfel verwendet. Die Slack-Punkte nachzuhalten, kann durch Zufallswerte und Modifikatoren im Laufe des Spiels unübersichtlich werden, daher empfehlen die Entwickler, Spielsteine, Glasperlen oder andere kleine Objekte als Zähler zu verwenden.
Die allein spielbaren Varianten der Spielereihe übernehmen im Wesentlichen dieses Grundkonzept, wandeln es aber durch Zusatzregeln ab. Mit Ausnahme von „Chez Guevara“ sind diese Varianten aber alle untereinander und mit dem Grundspiel kompatibel, sodass man alle Karten zusammenmischen und als ein Spiel verwenden kann, bei dem die Zusatzregeln sich dann ergänzen.
Die Spielkarten zeigen jeweils die spielvarianten Informationen, eine Zeichnung im Cartoonstil und einen humoristischen Kommentar oder ein Zitat. Das Hauptspiel hat 110 Karten.

## Englische Erweiterungen und Varianten
- Chez Geek 2 - Slack Attack: 2000 erschienen; Entwicklung Darbro, Dawson, Jackson und Godwin, Illustrationen Kovalic, Cover Philip Reed; 56 Karten

Erweiterung mit Zusatzkarten für das Grundspiel.
- Chez Geek 3 - Block Party: 2001 erschienen; Entwicklung Darbro, Dawson, Jackson und Godwin, Illustrationen Kovalic, Cover Philip Reed; 56 Karten

Erweiterung mit Zusatzkarten für das Grundspiel.
- Chez Greek: 2002 erschienen; Entwicklung Jackson und Andrew Hackard, Illustrationen Kovalic; 112 Karten

Eigenständiges Spiel. Als Hintergrund dienen die Fraternities und Sororities an amerikanischen Universitäten. Das „Greek“ im Titel ist eine Anspielung auf deren griechische Namen und verwandte Bräuche.
- Chez Grunt: 2003 erschienen; Entwicklung Dawson und Jackson, Illustrationen Kovalic; 112 Karten

Eigenständiges Spiel. Als Hintergrund dient die US-Armee, das „Grunt“ im Titel ist ein umgangssprachlicher Ausdruck für einen Infanteristen.
- Chez Goth: 2004 erschienen; Entwicklung Jackson, Illustrationen Kovalic; 112 Karten

Eigenständiges Spiel. Als Hintergrund dient die Goth-Subkultur.
- Chez Guevara: 2006 erschienen; Entwicklung Jackson und Giles Schildt, Illustrationen Greg Hyland, 112 Karten

Eigenständiges Spiel. Als Hintergrund dienen kommunistische Revoluzzer im lateinamerikanischen Dschungel, der Titel spielt auf Che Guevara an. Chez Guevara ist als erste Variante durch stärkere Regeländerungen nicht zur Kombination mit den anderen Varianten geeignet, der Austausch einzelner Karten ist jedoch möglich.
- Chez Cthulhu: 2010 herausgekommen;[1] Entwicklung Jackson, Illustrationen Kovalic; 112 Karten

Eigenständiges Spiel. Als Hintergrund dient der auf den Werken von H. P. Lovecraft basierende Cthulhu-Mythos.
Des Weiteren erschien 2001 das Spiel Chez Dork, das von Steve Jackson entwickelt und von John Kovalic illustriert wurde. Es basiert auf Kovalics Webcomic Dork Tower, hat aber trotz der Namensähnlichkeit ein von der übrigen Chez-Reihe abweichendes Spielkonzept.

## Deutsche Erweiterungen und Varianten
Pegasus Spiele veröffentlicht im Wesentlichen direkte Übersetzungen der Originalspiele. Dabei wurden jedoch die zwei Erweiterungen des Hauptspieles in einer Ausgabe zusammengefasst. Auch die Veröffentlichungsreihenfolge der Varianten weicht ab. In einigen Veröffentlichungen sind Zusatzkarten enthalten, die es im englischen Original nicht gab.
- „Chez Geek 2: Block Party“: 2005 erschienen; deutsche Zusammenfassung von „Slack Attack“ und „Block Party“; 112 Karten
- „Chez Goth“: 2006 erschienen; deutsche Version der entsprechenden englischen Variante; 112 Karten
- „Chez Genius: Die Studenten-WG“: 2007 erschienen; deutsche Version von „Chez Greek“; 118 Karten
- „Chez Guevara“: 2009 erschienen; deutsche Version der entsprechenden englischen Variante; 112 Karten
- „Chez Cthulhu“: 2010 erschienen; deutsche Version der entsprechenden englischen Variante; 112 Karten

## Promogegenstände
Wie auch bei der verwandten Munchkin-Reihe verteilen die Chez-Geek-Verleger auf Spiele-Messen, Conventions und anderen Veranstaltungen Promo-Gegenstände wie Zusatzkarten und Lesezeichen, die sich in den Spielen einsetzen lassen.